# Crosville-la-Vieille
Crosville-la-Vieille és un municipi francès situat al departament de l'Eure i a la regió de Normandia. L'any 2007 tenia 564 habitants.

## Demografia

### Població
El 2007 la població de fet de Crosville-la-Vieille era de 564 persones. Hi havia 200 famílies, de les quals 36 eren unipersonals (24 homes vivint sols i 12 dones vivint soles), 52 parelles sense fills, 104 parelles amb fills i 8 famílies monoparentals amb fills.
La població ha evolucionat segons el següent gràfic:
Habitants censats

### Habitatges
El 2007 hi havia 217 habitatges, 207 eren l'habitatge principal de la família, 5 eren segones residències i 5 estaven desocupats. 216 eren cases i 1 era un apartament. Dels 207 habitatges principals, 180 estaven ocupats pels seus propietaris, 26 estaven llogats i ocupats pels llogaters i 1 estava cedit a títol gratuït; 3 tenien dues cambres, 13 en tenien tres, 52 en tenien quatre i 139 en tenien cinc o més. 193 habitatges disposaven pel capbaix d'una plaça de pàrquing. A 75 habitatges hi havia un automòbil i a 117 n'hi havia dos o més.

### Piràmide de població
La piràmide de població per edats i sexe el 2009 era:
| Homes | Edats   | Dones |
| ----- | ------- | ----- |
| 0     | 95 o +  | 0     |
| 0     | 90 a 94 | 0     |
| 8     | 85 a 89 | 0     |
| 0     | 80 a 84 | 8     |
| 8     | 75 a 79 | 4     |
| 8     | 70 a 74 | 16    |
| 8     | 65 a 69 | 8     |
| 0     | 60 a 64 | 0     |
| 8     | 55 a 59 | 4     |
| 12    | 50 a 54 | 16    |
| 36    | 45 a 49 | 28    |
| 16    | 40 a 44 | 16    |
| 24    | 35 a 39 | 24    |
| 20    | 30 a 34 | 24    |
| 12    | 25 a 29 | 12    |
| 20    | 20 a 24 | 8     |
| 24    | 15 a 19 | 20    |
| 20    | 10 a 14 | 24    |
| 20    | 5 a 9   | 16    |
| 12    | 0 a 4   | 4     |

## Economia
El 2007 la població en edat de treballar era de 374 persones, 299 eren actives i 75 eren inactives. De les 299 persones actives 288 estaven ocupades (152 homes i 136 dones) i 11 estaven aturades (4 homes i 7 dones). De les 75 persones inactives 27 estaven jubilades, 31 estaven estudiant i 17 estaven classificades com a «altres inactius».

### Ingressos
El 2009 a Crosville-la-Vieille hi havia 208 unitats fiscals que integraven 563 persones, la mediana anual d'ingressos fiscals per persona era de 20.737 €.

### Activitats econòmiques
Dels 25 establiments que hi havia el 2007, 2 eren d'empreses de fabricació d'altres productes industrials, 10 d'empreses de construcció, 6 d'empreses de comerç i reparació d'automòbils, 2 d'empreses immobiliàries, 2 d'empreses de serveis, 2 d'entitats de l'administració pública i 1 d'una empresa classificada com a «altres activitats de serveis».
Dels 10 establiments de servei als particulars que hi havia el 2009, 1 era un taller de reparació d'automòbils i de material agrícola, 3 guixaires pintors, 1 fusteria, 3 lampisteries i 2 electricistes.
Dels 2 establiments comercials que hi havia el 2009, 1 era una llibreria i 1 una botiga de material de revestiment de parets i terra.
L'any 2000 a Crosville-la-Vieille hi havia 12 explotacions agrícoles que ocupaven un total de 891 hectàrees.

## Equipaments sanitaris i escolars
L'únic equipament sanitari que hi havia el 2009 era una ambulància.
El 2009 hi havia una escola elemental integrada dins d'un grup escolar amb les comunes properes formant una escola dispersa.

## Poblacions més properes
El següent diagrama mostra les poblacions més properes.